# Орлова, Аксения Захаровна
Аксения Захаровна Орлова (1932—?) — рабочая консервного завода «Октябрь» Слободзейского района Молдавской ССР, Герой Социалистического Труда (27.08.1986).
Родилась в 1932 году в селе Незавертайловка Слободзейского района (сейчас — Приднестровье).
После начала войны — в эвакуации.
С 1947 года работала на консервном заводе «Октябрь» (п. Красное Слободзейского района). С первых дней, несмотря на возраст, дававший право на льготы, отбывала полную трудовую смену.
До 1978 года работала вакуумщицей томатного цеха, и за всё это время ни разу не допустила брака, продукция оценивалась самым высоким баллом. За счёт более плотной загрузки аппарата и правильно подобранному температурному режиму смогла повысить производительность не в ущерб качеству. Освоила несколько смежных специальностей.
С 1978 года работала на упаковке и оклейке готовой продукции. Выполняла сменные нормы на 135—140 процентов при отличном качестве и экономии упаковочных материалов.
Герой Социалистического Труда (27.08.1986) — звание присвоено за выдающиеся производственные достижения, выполнение задания одиннадцатой пятилетки и взятых социалистических обязательств, и проявленный трудовой героизм.
Семья: муж, 3 дочери.